# Mário Brandão da Silveira
Mário Brandão da Silveira (født 26. januar 1987) er en tidligere brasiliansk fodboldspiller.